# André Sollie
André Sollie (* 7. Juli 1947 in Mechelen; † 13. Januar 2025 in Antwerpen) war ein belgischer Autor und Illustrator von Kinder- und Jugendliteratur.

## Leben
Sollie schloss eine Ausbildung als Grafiker an der Sint-Lukas-Hochschule in Brüssel ab und begann seine berufliche Laufbahn als Illustrator. Er arbeitete unter anderem für die Stipkrant, ein Kolumne für Kinder in der Zeitung De Standaard. Hier wurden auch seine ersten Gedichte veröffentlicht. Daneben war er als Autor von Kurzgeschichten, Liedtexten für Musicals, Stücken für Jugendtheater und Drehbuchautor für das Fernsehen tätig.
Im Jahr 1986 erschien sein erster Gedichtband für Jugendliche Soms, dan heb ik flink de pest in. 1991 folgte Zeg maar niks und 1991 der autobiographische Band Het ijzelt in juni. 1994 zeichnete er die Illustrationen für Twee oude vrouwtjes von Toon Tellegen. 2008 erschien ein Gedichtband für Kinder unter dem Titel Altijd heb ik wat te vieren.
Die mit dem Gouden Griffel ausgezeichnete Erzählung Wachten op matroos (2000) ist ein Kinderbuch über einen Leuchtturmwärter, der in einen Seemann verliebt ist. Die englische Übersetzung Hello, Sailor verursachte 2006 in Großbritannien Aufregung, als es auf eine Leseliste für das Bildungswesen gesetzt wurde. Fundamentalistische christliche Organisationen beklagten daraufhin, dass den Schulen auf diese Weise ein Kinderbuch ihrer Meinung nach aufgezwungen wurde, in dem schwule Charaktere auftauchten.
Sein Jugendroman Nooit gaat dit over (2005), eine Liebesgeschichte zweier Jungen, wurde 2011 von Bavo Defurne als Noordzee, Texas verfilmt.
Er starb am 13. Januar 2025 im Alter von 77 Jahren in einem Krankenhaus im Antwerpener Stadtteil Deurne.

## Auszeichnungen
- 1998: Bücherlöwe für Het ijzelt in juni
- 2001: Gouden Griffel für Wachten op matroos
- 2010: Bücherlöwe für die Illustrationen in seinem Buch De Zomerzot

## Veröffentlichungen
- Soms, dan heb ik flink de pest in (Manteau, 1986);
- Zeg maar niks (pz, Houtekiet, 1991);
- Het ijzelt in juni (Querido, 1997)
- En alles is echt waar (De Eenhoorn, 2000)
- De stille kamer (amerika, 2000)
- Wachten op matroos (Querido, 2000)
- De bus naar Hawaii (Querido, 2003)
- De grote reis van kleine Emma (De Eenhoorn, 2003)
- Een jongen groeit (Uitgeverij P, 2004)
- Dubbel Doortje (Querido, 2004)
- Nooit gaat dit over (Querido, 2005)
- Een raadsel voor Roosje (Querido, 2007)
- Altijd heb ik wat te vieren (2008)
- De Zomerzot (Querido, 2009)